# Marie-Thérèse Lefebvre

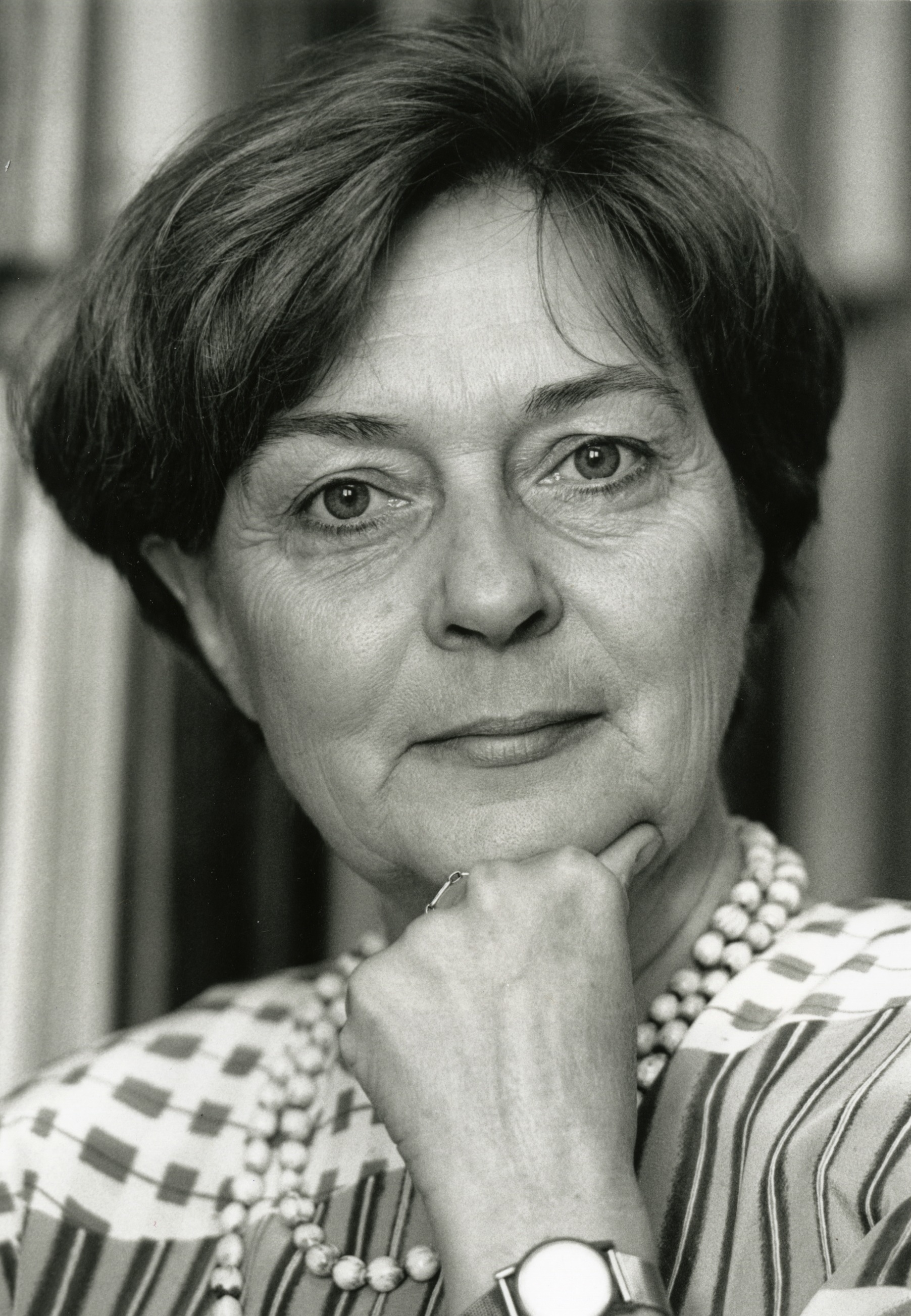
Marie-Thérèse Lefebvre, 1996

Marie-Thérèse Lefebvre (* 16. Mai 1942 in Montreal) ist eine kanadische Musikwissenschaftlerin.

## Leben und Wirken
Lefebvre studierte von 1955 bis 1963 am Collège Basile-Moreau. Sie arbeitete dann in der Zentralbibliothek der Universität Montreal und war von 1968 bis 1970 Direktorin des Dokumentationszentrums des Fachbereiches Sozialmedizin an der Fakultät Medizin der Universität Sherbrooke. Von 1971 bis 1975 studierte sie an der École Vincent-d'Indy, anschließend bis 1981 in der Universität Montreal, wo sie anschließend zu unterrichten begann.
Ihr Fachgebiet ist die Musikgeschichte der Romantik und Moderne, speziell die Musikgeschichte Kanadas und der Provinz Québec. Von 1983 bis 1985 war sie Präsidentin der  Association pour l'avancement de la recherche en musique du Québec (ARMuQ). Zwischen 1986 und 1988 wirkte sie als Beraterin des Staatssekretärs für Kultur der Regierung von Gabun und unterrichtete an der University of Omar Bongo.
1990 wurden sie und Monique Desroches Direktorinnen des UNESCO-Projekts Formation, coopération et promotion des traditions orales musicales (Africa and Indian Ocean). Seit 2002 ist sie Mitglied der Société des Dix, einer 1935 gegründeten Gruppe von Historikern aus Québec. Sie ist Professorin an der Musikfakultät der Universität Montreal.

## Schriften
- Serge Garant et la révolution musicale au Québec, Montréal, Editions Louise Courteau, 1986
- La création musicale des femmes au Québec, Montréal, Edition du Remue-Ménage, 1991
- Jean Vallerand et la vie musicale du Québec, Montréal, Édition du Méridien, 1996
- Rodolphe Mathieu, choix de textes inédits, Montréal, Éditions Guérin, 2000
- mit Réjean Coallier (Hrsg.): Anthologie d'oeuvres musicales de Rodolphe Mathieu, Montréal, Centre de musique canadienne, 2002
- mit R. Coallier (Hrsg.): Édition critique d'oeuvres de Rodolphe Mathieu : Pièces pour piano (Band 1), Pièces vocales (Band 2), Pièces pour cordes (Band 3 und 4), « Nature », extrait de la Symphonie pour voix humaines (Band 5),  Montréal, Centre de musique canadienne, 2004
- André Mathieu, pianiste et compositeur québécois, Montréal, Éditions Lidec, Biographique Célébrités, 2006

| Personendaten    | Personendaten                     |
| ---------------- | --------------------------------- |
| NAME             | Lefebvre, Marie-Thérèse           |
| KURZBESCHREIBUNG | kanadische Musikwissenschaftlerin |
| GEBURTSDATUM     | 16. Mai 1942                      |
| GEBURTSORT       | Montreal                          |